# آسمان آبی با ستاره سفید
آسمان آبی با ستاره سفید (انگلیسی: Blue Sky with a White Sun) به عنوان طرح برای پرچم حزب و نشان کومینتانگ (KMT)، کانتون پرچم جمهوری چین، نشان ملی جمهوری چین، و به عنوان جک نیروی دریایی جمهوری چین بود.